# Бентон-Сіті (Вашингтон)
Бентон-Сіті (англ. Benton City) — місто (англ. city) в США, в окрузі Бентон штату Вашингтон. Населення — 3479 осіб (2020).

## Географія
Бентон-Сіті розташований за координатами 46°15′49″ пн. ш. 119°28′44″ зх. д. / 46.26361° пн. ш. 119.47889° зх. д. (46.263743, -119.478874).  За даними Бюро перепису населення США в 2010 році місто мало площу 6,44 км², з яких 6,38 км² — суходіл та 0,07 км² — водойми.

### Клімат
| Клімат : Бентон-Сіті    | Клімат : Бентон-Сіті | Клімат : Бентон-Сіті | Клімат : Бентон-Сіті | Клімат : Бентон-Сіті | Клімат : Бентон-Сіті | Клімат : Бентон-Сіті | Клімат : Бентон-Сіті | Клімат : Бентон-Сіті | Клімат : Бентон-Сіті | Клімат : Бентон-Сіті | Клімат : Бентон-Сіті | Клімат : Бентон-Сіті | Клімат : Бентон-Сіті |
| Показник                | Січ.                 | Лют.                 | Бер.                 | Квіт.                | Трав.                | Черв.                | Лип.                 | Серп.                | Вер.                 | Жовт.                | Лист.                | Груд.                | Рік                  |
| Абсолютний максимум, °C | 21,7                 | 22,8                 | 27,8                 | 33,3                 | 40,0                 | 43,3                 | 43,3                 | 45,0                 | 41,1                 | 31,7                 | 25,0                 | 18,9                 | 45,0                 |
| Середній максимум, °C   | 5,0                  | 8,9                  | 14,4                 | 18,3                 | 22,8                 | 26,7                 | 31,1                 | 31,1                 | 25,6                 | 17,8                 | 9,4                  | 3,3                  | 17,9                 |
| Середній мінімум, °C    | −1,7                 | −1,1                 | 1,7                  | 5,0                  | 8,9                  | 12,2                 | 15,0                 | 14,4                 | 10,0                 | 4,4                  | 1,1                  | −2,2                 | 5,7                  |
| Абсолютний мінімум, °C  | −29,4                | −30                  | −11,7                | −5                   | −1,1                 | 3,3                  | 5,0                  | 3,9                  | −0,6                 | −10,6                | −21,1                | −23,3                | −30                  |
| Норма опадів, мм        | 26                   | 20                   | 18                   | 15                   | 17                   | 13                   | 6                    | 4                    | 8                    | 14                   | 26                   | 28                   | 193                  |
| ----------------------- | -------------------- | -------------------- | -------------------- | -------------------- | -------------------- | -------------------- | -------------------- | -------------------- | -------------------- | -------------------- | -------------------- | -------------------- | -------------------- |

## Демографія
Згідно з переписом 2010 року, у місті мешкало 3038 осіб у 1086 домогосподарствах у складі 738 родин. Густота населення становила 472 особи/км².  Було 1162 помешкання (180/км²).
Расовий склад населення:
| - 78,6 % — білих - 1,1 % — корінних американців - 0,4 % — чорних або афроамериканців - 0,3 % — азіатів - 0,1 % — вихідців з тихоокеанських островів - 16,3 % — осіб інших рас |

До двох чи більше рас належало 3,2 %. Частка іспаномовних становила 28,5 % від усіх жителів.
За віковим діапазоном населення розподілялося таким чином: 30,1 % — особи молодші 18 років, 60,4 % — особи у віці 18—64 років, 9,5 % — особи у віці 65 років та старші. Медіана віку мешканця становила 32,8 року. На 100 осіб жіночої статі у місті припадало 102,4 чоловіків;  на 100 жінок у віці від 18 років та старших — 100,7 чоловіків також старших 18 років.
Середній дохід на одне домашнє господарство  становив 59 583 долари США (медіана — 51 023), а середній дохід на одну сім'ю — 66 230 доларів (медіана — 61 705). Медіана доходів становила 59 851 долар для чоловіків та 28 938 доларів для жінок. За межею бідності перебувало 14,1 % осіб, у тому числі 19,0 % дітей у віці до 18 років та 7,8 % осіб у віці 65 років та старших.
Цивільне працевлаштоване населення становило 1220 осіб. Основні галузі зайнятості: освіта, охорона здоров'я та соціальна допомога — 21,0 %, сільське господарство, лісництво, риболовля — 16,6 %, науковці, спеціалісти, менеджери — 15,5 %.